# Ust-Zilma
Ust-Zilma (russisch Усть-Ци́льма, Komi Чилимдін) ist ein Dorf (Selo) in der Republik Komi in Russland mit 4877 Einwohnern (Stand 14. Oktober 2010).

## Geographie
Der Ort liegt etwa 425 km Luftlinie nordöstlich der Republik-Hauptstadt Syktywkar am rechten Ufer der Petschora. Am gegenüberliegenden Ufer münden die Flüsse Zilma und Pischma in die Petschora.
Ust-Zilma ist Verwaltungszentrum des Rajons Ust-Zilemski sowie Sitz der Landgemeinde selskoje posselenije Ust-Zilma (сельское поселение «Усть-Цильма»).

## Geschichte

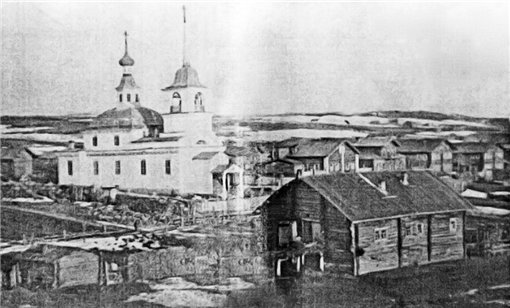
Panorama von Ust-Zilma mit der Nikolaus-Kathedrale zu Beginn des 20. Jahrhunderts.

Der Ort wurde im Jahr 1542 durch den Nowgoroder Iwaschka Dmitrijew Lastka gegründet, welchem in einer Urkunde Iwans des Schrecklichen die Nutzung des Landes an der Petschora zugesprochen wurde. Die ersten Bewohner des Ortes lebten vorwiegend vom Fischfang, der Jagd, dem Pelzhandel und der Landwirtschaft. Im 17. und 18. Jahrhundert siedelten sich, auf Grund der Verfolgung im Russischen Reich, zahlreiche Altgläubige in der Region an. Ust-Zima wurde zu einem bedeutenden Handelszentrum an der Petschora und zählte Ende des 19. Jahrhunderts bereits 1100 Gebäude mit über 4000 Einwohnern.
Im Jahr 1899 wurde der Ort zum Verwaltungszentrum des Petschorski Ujesd (Печорский уезд) innerhalb des Gouvernements Archangelsk und im Jahr 1929 administratives Zentrum des neu geschaffenen Rajons Ust-Zilemski, welcher zu dieser Zeit der Autonomen Oblast Komi (ab 1936 Autonome Sozialistische Sowjetrepublik der Komi) angehörte.
1932 wurde Ust-Zilma zum Zentrum der Schifffahrtsflotte an der Petschora. Im gleichen Jahr wurde östlich des Ortes ein Flughafen errichtet. In den 1930er und 1940er Jahren wurden große Fabriken zur Produktion von Milchprodukten, Sämischleder und zur Holzverarbeitung gebaut.

### Bevölkerungsentwicklung
| Jahr | Einwohner |
| ---- | --------- |
| 1897 | 2114      |
| 1939 | 4228      |
| 1959 | 4428      |
| 1970 | 5370      |
| 1979 | 5498      |
| 1989 | 5344      |
| 2002 | 5081      |
| 2010 | 4877      |

Anmerkung: Volkszählungsdaten

## Kultur
Das Dorf ist regional bekannt für die Gorka von Ust-Zilma (Усть-Цилемская Горка), ein traditionelles Volksfest, welches zweimal jährlich am Iwan-Kupala-Tag (7. Juli) und an Peter und Paul (12. Juli) stattfindet.
Ein Großteil der Bevölkerung gehört der Altorthodoxen Pomorischen Kirche an. Im Jahr 2013 wurde in Ust-Zilma die Kirche des heiligen Nikolaus von Myra (Храм Николая Чудотворца) fertiggestellt. Die Kirche ist eines der größten – nach der Oktoberrevolution gebauten – altorthodoxen pomorischen Kirchengebäude.
In Ust-Zilma befindet sich das Schurawski-Museum (Усть-Цилемский историко-мемориальный музей А.В.Журавского).

## Wirtschaft und Verkehr
Die wichtigsten Wirtschaftszweige in Ust-Zilma sind die Forstindustrie, Landwirtschaft und Lebensmittelproduktion.
Das Dorf ist über Regionalstraßen mit der Stadt Syktywkar verbunden. Die nächstgelegene Bahnstation befindet sich in Irajol an der Strecke Kotlas – Workuta. Von Ust-Zilma aus bedient ein regelmäßiger Busverkehr die Bahnstation. Etwa zwei Kilometer östlich des Ortes liegt der kleine Regionalflughafen Ust-Zilma.

## Söhne und Töchter der Stadt
- Ilja Semikow (* 1993), Skilangläufer